# Adam Jamieson
Adam Jamieson (* 12. Februar 1996 in Orillia) ist ein ehemaliger kanadischer Radsportler, der Rennen auf Bahn und Straße bestritt.

## Sportlicher Werdegang
Adam Jamieson begann im Alter von elf Jahren mit dem Radsport, zunächst um sich Ausdauer für den alpinen Skilauf anzutrainieren. Seine ältere Schwester, die seit einem Autounfall im Rollstuhl sitzt, inspirierte ihn mit ihrem Durchhaltevermögen.
Der erste internationale Erfolg von Adam Jamieson war der Sieg in der Juniorenwertung bei der Trophée Centre Morbihan, einem Rennen des UCI-Junioren-Nationencups. 2013 startete er bei den Straßen-Weltmeisterschaften im Einzelzeitfahren und im Straßenrennen der Junioren. Bei den UCI-Bahn-Weltmeisterschaften der Junioren 2014 war er Mitglied des kanadischen Junioren-Vierer, der Platz acht belegte. Er ist Mitglied des kanadischen Radsportprogramms NextGen Track Endurance.
2016 gewann Jamieson gemeinsam mit Aidan Caves, Jay Lamoureux, Bayley Simpson und Ed Veal die Mannschaftsverfolgung beim Lauf des Bahn-Weltcups 2016/17 in Apeldoorn. 2017 sowie 2018 wurde er jeweils nationaler Meister in der Mannschaftsverfolgung.

## Erfolge

### Bahn
2016
- Weltcup 2016/17 in Apeldoorn – Mannschaftsverfolgung (mit Aidan Caves, Jay Lamoureux, Bayley Simpson und Ed Veal)

2017
- Kanadischer Meister – Mannschaftsverfolgung (mit Bayley Simpson, Evan Burtnik und Derek Gee)

2018
- Kanadischer Meister – Mannschaftsverfolgung (mit Michael Foley, Evan Burtnik und Derek Gee)